# کیسوکه اندو
کیسوکه اندو (انگلیسی: Keisuke Endo؛ زادهٔ ۲۰ مارس ۱۹۸۹) بازیکن فوتبال اهل ژاپن است.
از باشگاه‌هایی که در آن بازی کرده‌است می‌توان به اشاره کرد.
وی همچنین در تیم ملی فوتبال زیر ۲۰ سال ژاپن بازی کرده‌است.